# (c)Brain
(c)Brain es un virus informático de PC, también conocido como Ashar, Virus Brain, Copy, Nipper, Pakistaní y PakistaniBrain.

## Creación
Brain fue creado en 1986 por Basit y Alvi Amjad, de Pakistán, según afirmaron con un propósito totalmente distinto al empleado; estos virtuosos desarrolladores de software crearon Brain con la única intención de proteger, ante el emergente "pirateo", los programas que ellos mismos creaban y comercializaban en su tienda Brain Computer Services.
No fue hasta el 16 de mayo de 1988 cuando se detectó por primera vez y se hizo público. Un periodista del Journal-Bulletin de Providence, Rhode Island, fue quien detectó la presencia de Brain en un disquete al no poder recuperar un fichero donde había almacenado un trabajo durante meses; pensó que el disquete estaba deteriorado y lo presentó al fabricante, detectando tras diversos análisis la presencia de un virus en el Boot de la unidad de almacenamiento.

## Efectos y propagación
Rara vez dañaba los archivos que infectaba, como sucede en la mayor parte de las versiones y actualizaciones de este virus, exceptuando algunos que pueden llegar a eliminar una importante cantidad de datos almacenados en el disco duro, y además dejaba su tarjeta de visita. Ashar estaba limitado casi exclusivamente a emitir un mensaje donde indicaba lo siguiente (el mensaje podía variar según la versión del virus):

"Welcome to the Dungeon ... (c) 1986 Brain & Amjads (pvt) Ltd ... 430791.443248.280530 VIRUS_SHOE RECORD V9.0 ... Dedicated to the dynamic memories of millions of virus who are no longer with us today - Thanks GOODNESS !! ... BEWARE OF THE er ... VIRUS...".

Una traducción aproximada podría ser la siguiente:

"Bienvenido a la Mazmorra ... (c) 1986 Brain & Amjads (pvt) Ltd ... 430791.443248.280530 VIRUS_SHOE RECORD V9.0 ... Dedicado a las memorias dinámicas de los millones de virus que ya no están con nosotros - ¡GRACIAS A DIOS! ... CUIDADO CON EL em... VIRUS ...".

Este virus, inusualmente dañino, fue problemático para los usuarios del sistema operativo MS-DOS. Se alojaba en el Boot o sector de arranque de los disquetes de 5.25 pulgadas que contenían el sistema operativo en una versión inferior a la 2.0. Entonces los discos duros tenían menos capacidad que los propios disquetes; por ello también se instalaba MS-DOS en ellos y se aprovechaba su portabilidad, no afectando al disco duro del PC, sino al propio disquete eliminando pequeñas cantidades de datos siempre y cuando el disquete estuviera casi o totalmente lleno. En una primera instancia, cambiaba la etiqueta de volumen en los disquetes por la de (c)Brain o similar (según la versión) y antes de producir la infección mostraba el mensaje expuesto anteriormente.
Brain empleaba en su proceso infeccioso la Técnica Stealth, mediante la cual el sector de Boot no aparecía alterado; esto dificultaba enormemente determinar la existencia de un agente infeccioso en los disquetes. Cabe citar que el virus Ashar no se autorreproducía al infectar un disquete, pues precisamente por eso, el hecho de que no se alojara en el disco duro de las computadoras evitaba una masiva propagación entre todos los archivos que contenía el PC, únicamente se transmitía por copiar datos de un disquete a otro.
A pesar de que su reproducción e infección era un proceso lento y pausado, no tardó mucho en propagarse por Europa y EE. UU., lo cual inspiró a otros muchos desarrolladores a la creación de múltiples variantes aún más peligrosas, siendo capaces de inutilizar los datos almacenados e infectar el disco duro, así como las nuevas versiones del sistema operativo.

## Erradicación
Rápidamente apareció la primera vacuna individual a manos de la Corporación IBM para neutralizar el virus, BrainStop. Su utilización fue más que aceptada, y a un ritmo vertiginoso consiguió acaparar el "Top Sales" de Software en el mercado. Más tarde, se pudo comprobar que para eliminar este parásito infeccioso existía un método mucho más económico y fácil que el empleo de BrainStop, el cual consistía en reiniciar el sistema con un disquete de arranque sin virus en la |unidad A y el infectado en la "unidad B", a continuación se ejecutaba el comando A:\SYS B: [Enter] y el agente infeccioso se esfumaba como si jamás hubiese estado alojado allí. El virus fue erradicado por completo.